# False Priest
False Priest è il decimo album discografico in studio del gruppo musicale statunitense Of Montreal, pubblicato nel 2010.

## Tracce
Testi e musiche di Kevin Barnes.
1. I Feel Ya' Strutter – 3:40
2. Our Riotous Defects (feat. Janelle Monáe) – 5:15
3. Coquet Coquette – 3:44
4. Godly Intersex – 3:31
5. Enemy Gene (feat. Janelle Monáe) – 3:37
6. Hydra Fancies – 3:25
7. Like a Tourist – 4:02
8. Sex Karma (feat. Solange) – 4:02
9. Girl Named Hello – 4:14
10. Famine Affair – 3:49
11. Casualty of You – 2:59
12. Around the Way – 4:33
13. You Do Mutilate? – 6:52